# Шупфен
Шупфен (нім. Schüpfen) — громада  в Швейцарії в кантоні Берн, адміністративний округ Зееланд.

## Географія
Громада розташована на відстані близько 12 км на північний захід від Берна.
Шупфен має площу 19,8 км², з яких на 10,8% дозволяється будівництво (житлове та будівництво доріг), 55,8% використовуються в сільськогосподарських цілях, 33% зайнято лісами, 0,4% не є продуктивними (річки, льодовики або гори).

## Демографія
2019 року в громаді мешкало 3773 особи (+10,7% порівняно з 2010 роком), іноземців було 7,6%. Густота населення становила 190 осіб/км².
За віковим діапазоном населення розподілялося таким чином: 19,1% — особи молодші 20 років, 62,1% — особи у віці 20—64 років, 18,8% — особи у віці 65 років та старші. Було 1702 помешкань (у середньому 2,2 особи в помешканні).
Із загальної кількості 1345 працюючих 150 було зайнятих в первинному секторі, 254 — в обробній промисловості, 941 — в галузі послуг.